# La leyenda del tiempo
La leyenda del tiempo è un album in studio del cantante spagnolo Camarón de la Isla, pubblicato nel 1979.

## Tracce
1. La leyenda del tiempo
2. Romance del Amargo
3. Homenaje a Federico
4. Mi niña se fue a la mar
5. La tarara
6. Volando voy
7. Bahía de Cádiz
8. Viejo mundo
9. Tangos de la Sultana
10. Nana del caballo grande